# The Big Bounce
The Big Bounce är en amerikansk komedifilm från 2004, regisserad av George Armitage. Filmen är baserad på en roman med samma namn av Elmore Leonard. 

## Handling
Handlingen tilldrar sig på Hawaii, där en charmfull bedragare vid namn Jack Ryan tar hand om en sjuklig domare. Han lär så småningom också känna Nancy, en vacker kvinna med dolda avsikter...

## Rollista (urval)
| Owen Wilson        | – Jack Ryan       |
| Morgan Freeman     | – Walter Crewes   |
| Charlie Sheen      | – Bob Rogers, Jr. |
| Sara Foster        | – Nancy Hayes     |
| Vinnie Jones       | – Lou Harris      |
| Gary Sinise        | – Ray Ritchie     |
| Willie Nelson      | – Joe Lurie       |
| Harry Dean Stanton | – Bob Rogers, Sr. |